# Can Modolell (Viladecans)
Can Modolell és un edifici de Viladecans (Baix Llobregat) catalogat com a bé cultural d'interès local. Actualment és la seu de l'Ajuntament.

## Història i descripció
Era una casa fortificada amb una torre de defensa contra els pirates, bastida al segle xvi. El 1786, el comerciant Joan Baptista Arbolí i Ros, ofegat pels deutes, va vendre al botiguer de teles de Barcelona Bernat Modolell i Ravella (†1793) diverses propietats, entre les quals hi havia una gran casa adossada a la torre quadrada, un magatzem i una destil·leria d'aiguardent, sales per a eines agrícoles i un gran hort amb sínia i safareig. Per una pintura a l'oli de la fi del segle xix se sap que la construcció constava de dos cossos separats per la torre. El de la dreta, amb un arc de mig punt al portal (potser del segle xvii) i dos pisos; el de l'esquerra era un ampli casal de tres plantes de tipus vuitcentista.

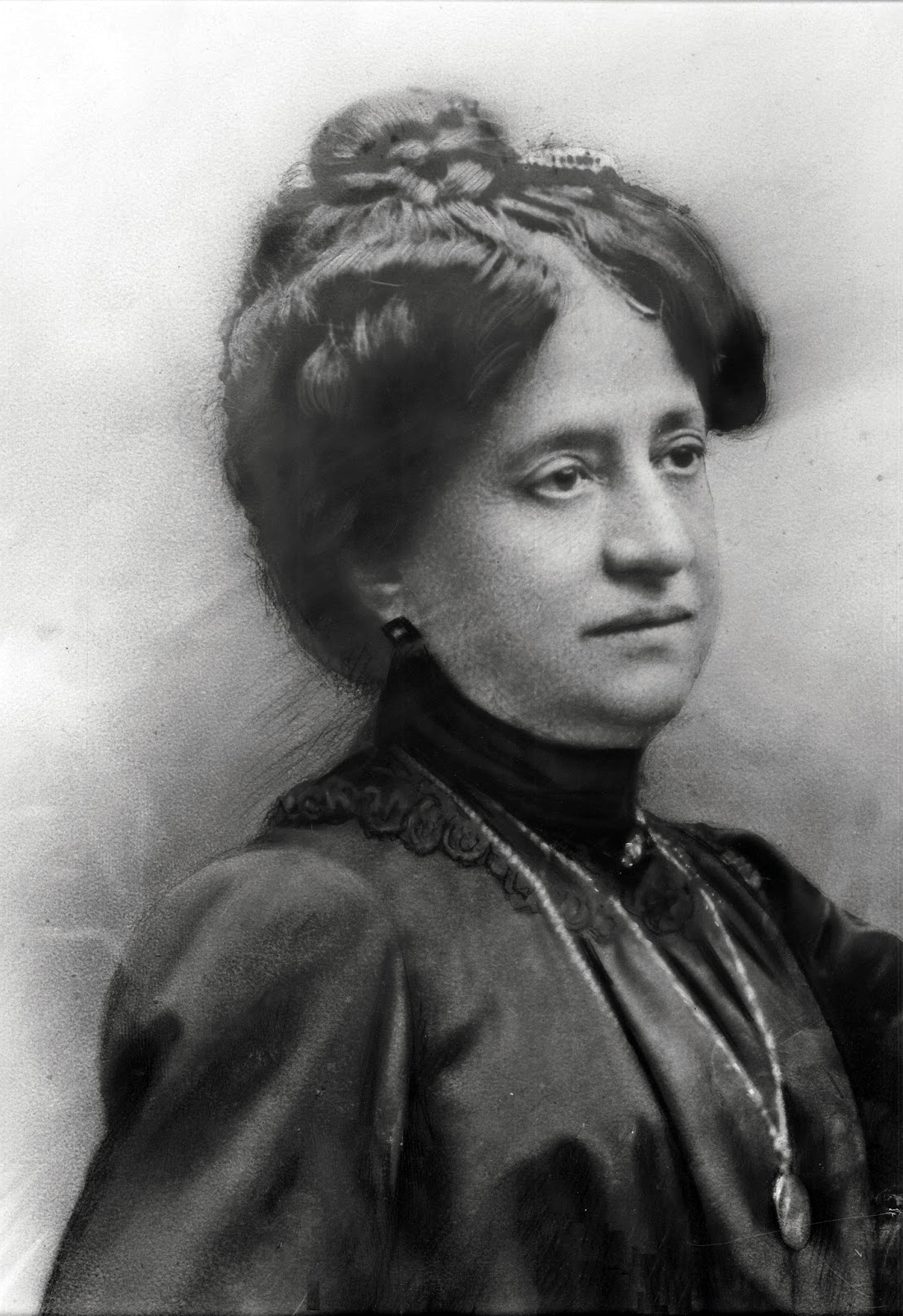
Magdalena Modolell

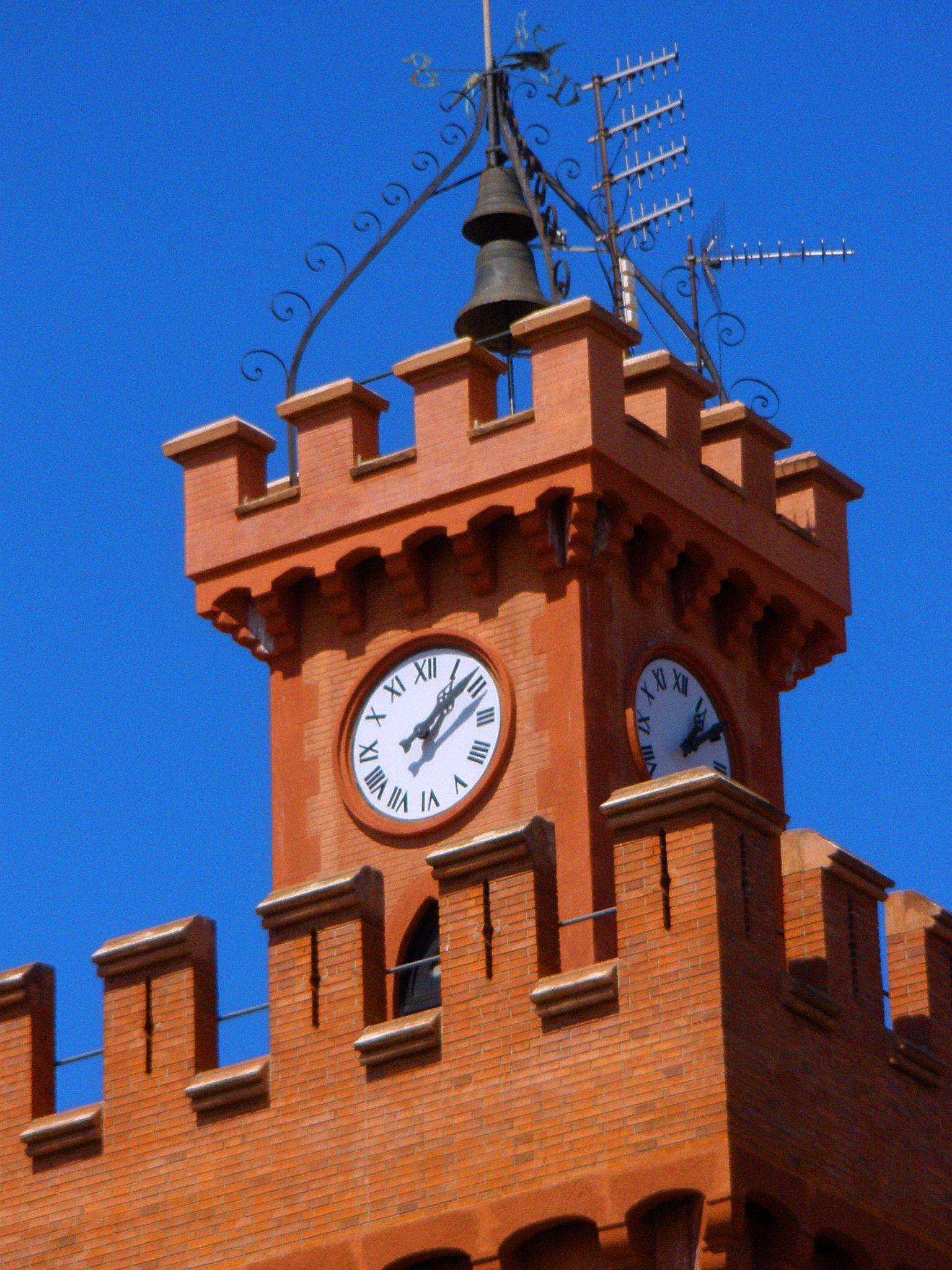
Torre del rellotge

El 1892, la seva besneta Magdalena Modolell i Freixas (1848-1915), casada amb el periodista i escriptor Jaume Nogués i Taulet (1850-1902), va encarregar-ne la reforma a l'arquitecte Josep Azemar i Pont. Hom aprofità l'estructura de l'antiga torre, al primer pis de la qual fou construïda la capella, així com els edificis annexos que hi havia a banda i banda. En un d'aquests, on hi ha el balcó cantoner, fou instal·lat el menjador d'hivern, dotat d'una bella xemeneia neogoticitzant de fusta tallada, obra de Josep Azemar i J. Riera del 1893; avui són el despatx de l'alcalde i la seva secretària. El menjador d'estiu dels Modolell era instal·lat a la banda del darrere; té arrambadors de ceràmica vidriada i dona a la balconada sobre el jardí. L'escala d'aquest té força interès, amb barana calada i finestrals motllurats i amb vitralls. La torre del rellotge és un afegit de la Guerra Civil, construït amb les restes la veïna església de Sant Joan, que fou enderrocada. L'actual rellotge és del 1970.
Magdalena Modolell va morir el 7 de gener del 1915 sense descendència, i al seu testament establia que la casa es destinés a ser un centre religiós o d'obres socials. Malgrat l'oposició del rector Andreu Samaranch, marmessor de la difunta, la resta d'hereus de confiança van arribar a un acord amb l'Ajuntament, i l'escriptura de cessió es va signar el 31 de març del 1920 amb l'ajut econòmic de Mercè Pratmarsó (vídua d'Àngel Aranyó i Aranyó), i el 15 de juliol es va celebrar la primera sessió del ple municipal, presidit per l'alcalde Roc Mas i Gibert.